# Emil Braun

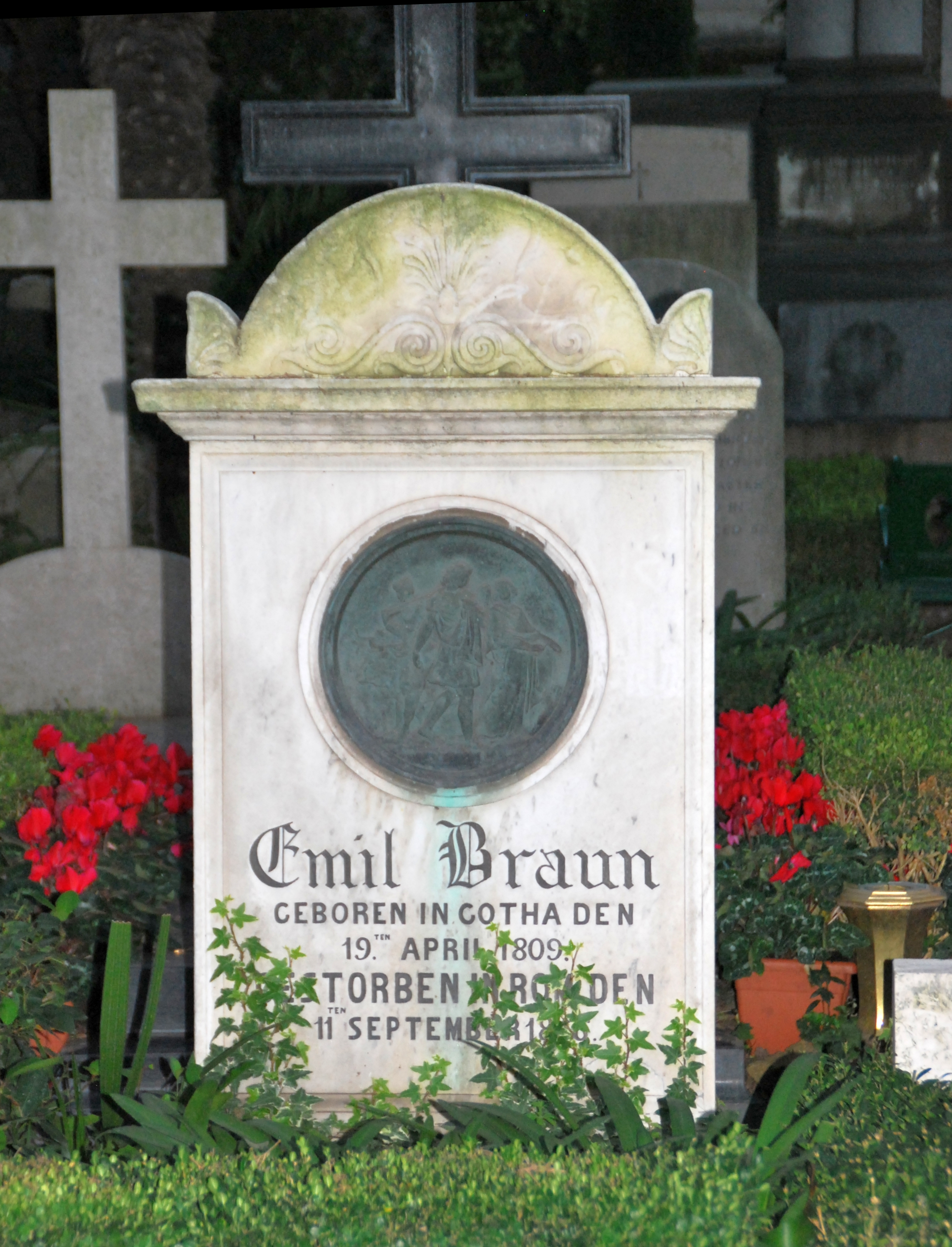
Sírja Rómában

August Emil Braun (Gotha, 1809. április 19. – Róma, 1856. szeptember 12.) német régész.

## Élete
Göttingenben és Münchenben művészeti és bölcsészeti tanulmányokat végzett. 1833-ban Berlinbe, majd Gerharddal Rómába ment. Itt még ugyanebben az évben könyvtárnok és titkárhelyettes lett. Első műve: Il giudizio di Paride (Párizs, 1838), melyet több értekezése követett a Bulletino és Annali folyóiratokban, előbbit 1834-től, utóbbit 1837-től szerkesztette. Hogy a régészettan szemléleti oktatását lehetővé tegye, a galvanoplasztikát igyekezett alkalmazni, ama meggyőződésre jutván, hogy a régészet a műiparra nézve körülbelül olyan befolyást gyakorol, mint a természettudományok a technikára nézve. Több erre vonatkozó értekezést közölt az Artistisches Journal című lapban és Gruner Ornamente című műlapjához mellékelt szövegben.

## Művei
- Il giudizio di Paride (Párizs, 1838)
- Die Schale des Kodros (Berlin, 1853)
- Die Passion der Duccio Buoninsegne (Berlin, 1850)
- The marriage procession of Neptune and Amphitrite (Birmingham, 1849)
- Griechische Götterlehre (Gotha, 1850-54)
- Vorschule der Kunstmythologie (Gotha, 1854)
- Die Ruinen und Museen Roms (Braunschweig, 1854)